# Audioiko
Audioiko (spotykany również zapis stylistyczny: AUDIOIKO), właściwie Francisco Javier (lub Xavier) Torrasca (ur. 1 lutego 1995 w Asunción) – paragwajski DJ, producent muzyczny i kompozytor.

## Życiorys

### Młodość
Javier Torrasca od 11 roku życia uczył się grać na gitarze, od 15 tworzy własną muzykę.

### Kariera muzyczna
2014–2019

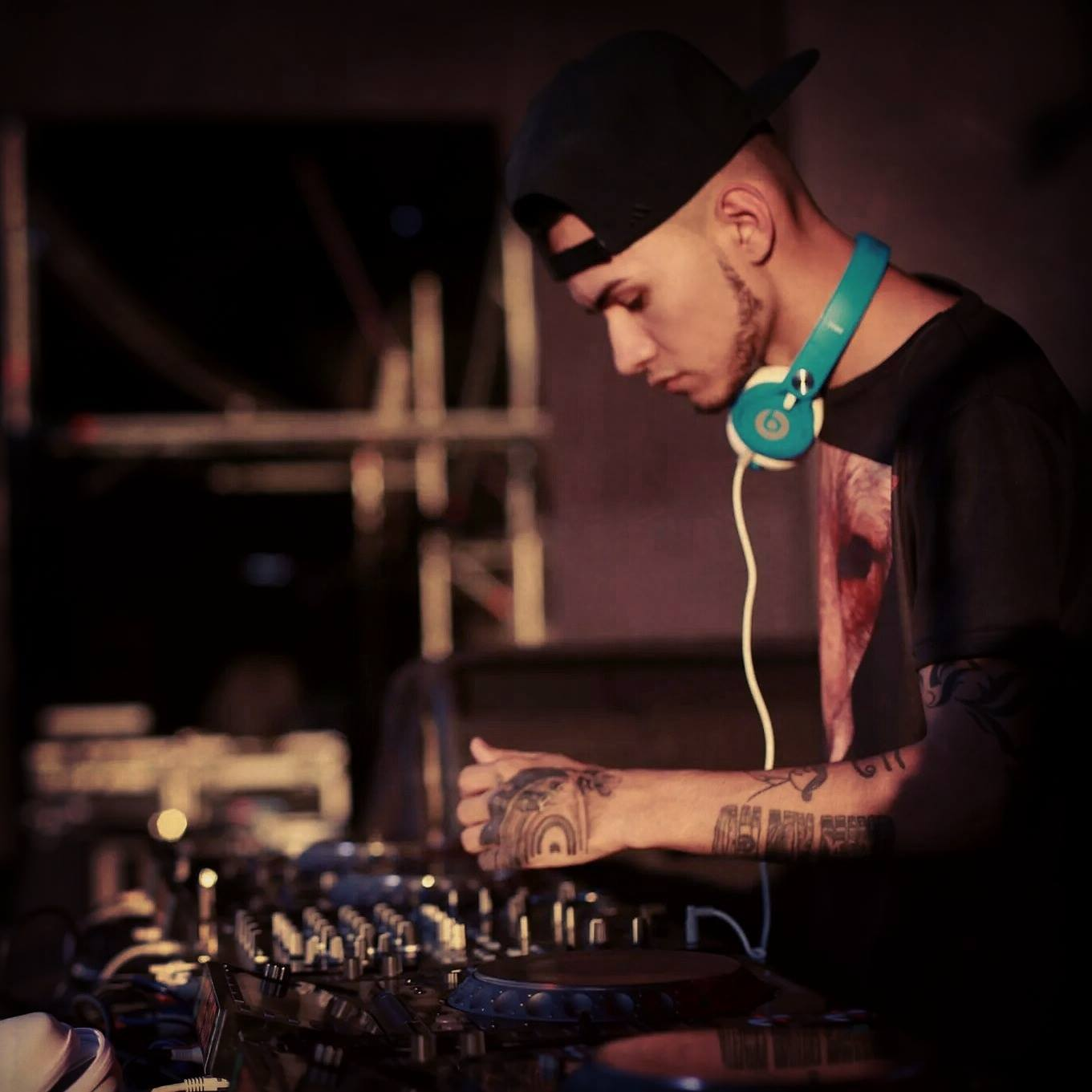
Audioiko (2014)

Pierwszy singiel, pt. „Maybe”, wraz z Lalo Monte wydał 6 sierpnia 2014 roku poprzez wytwórnię Paraguay Music.
Kolejny singiel, „Good Night”, okazał się przebojem na terenie Paragwaju dostając się do pięciu głównych stacji radiowych tego państwa: w tym do Estación 40, Los 40 oraz Radio Disney. Sukces powtórzył singiel „I Feel Good”, utrzymując się na 1. pozycji paragwajskiej listy przebojów serwisu Shazam przez miesiąc.
W kolejnych latach wydał 12 singli, jednak żaden z nich nie zdobył większej popularności. Tylko jeden z nich: „Dale Mamita”, nagrany we współpracy z Humbertiko i Kurepą Corazón, dostał się do streamingowej listy przebojów.
2020
Największą popularność artysta zdobył w 2020 po wydaniu remiksu singla „Disfruto” Carli Morrison. Dostał się on do list przebojów airplay w Rumunii, Mołdawii, Białorusi i na Ukrainie. Najwięcej osiągnął w serwisach streamingowych, dostając się do list Apple Music – w Ukrainie, Rosji, Kazachstanie, Armenii, Turcji, Uzbekistanie; iTunes – na terenie Hiszpanii, Ukrainy (szczyt listy), Kirgistanu, Kazachstanu; Shazam – lista rumuńska i rosyjska oraz Spotify – w Paragwaju, Litwie, Argentynie, Kolumbii, Chile, Peru, Boliwii, Ekwadorze i Hiszpanii. Stał się wówczas pierwszym Paragwajczykiem, który osiągnął 20 milionów streamów w tym serwisie. Po jego wydaniu dostał propozycję współpracy od wytwórni B1 Recordings, powiązaną z Sony Music.
W tym roku wydał także 4 autorskie single: „Get You the Moon”, „Alive”, „How Does It Feel” oraz „On Your Mind”. Ostatni z nich dostał się na listę najpopularniejszych utworów w serwisie YouTube wśród paragwajskich artystów muzycznych. Ten sam utwór został także odtworzony ponad 5 tysięcy razy w radiach Wspólnoty Niepodległych Państw.
2021

Logotyp Audioiko

1 lutego 2021 wydał singiel „Run Away”. Dostał się on również na listę YouTube.
Audioiko planuje wydać minialbum Far Away, w którego skład mają wchodzić 3 utwory, w tym „On Your Mind”.

### Życie prywatne
Audioiko mieszka w Nowym Jorku.

## Dyskografia

### Single
Jako główny artysta
| Rok                                                       | Tytuł                                                | Najwyższe pozycje na listach | Najwyższe pozycje na listach | Najwyższe pozycje na listach | Najwyższe pozycje na listach | Najwyższe pozycje na listach | Album    |
| Rok                                                       | Tytuł                                                | GER                          | BO                           | PA                           | PY                           | PY                           | Album    |
| Rok                                                       | Tytuł                                                | iTunes                       | iTunes                       | iTunes                       | iTunes                       | Shazam                       | Album    |
| --------------------------------------------------------- | ---------------------------------------------------- | ---------------------------- | ---------------------------- | ---------------------------- | ---------------------------- | ---------------------------- | -------- |
| 2014                                                      | „Maybe” (gościnnie: Lalo Monte)                      | –                            | –                            | –                            | –                            | –                            | ―        |
| 2014                                                      | „Good Night” (gościnnie: Miguel Ferreira)            | –                            | –                            | –                            | –                            | –                            | ―        |
| 2014                                                      | „I Feel Good” (gościnnie: Ricky Peralta)             | –                            | –                            | –                            | –                            | 1                            | ―        |
| 2014                                                      | „Remote”                                             | –                            | –                            | –                            | –                            | –                            | ―        |
| 2015                                                      | „Your Future” (gościnnie: Miguel Ferreira)           | –                            | –                            | –                            | –                            | –                            | ―        |
| 2015                                                      | „Break Your Head”                                    | –                            | –                            | –                            | –                            | –                            | ―        |
| 2016                                                      | „Summer Nights” (gościnnie: Dizzy Keeper)            | –                            | –                            | –                            | –                            | –                            | ―        |
| 2018                                                      | „If You Feel Like” (gościnnie: Ralph Edison)         | –                            | –                            | 1                            | –                            | –                            | ―        |
| 2018                                                      | „Somebody Like U” (gościnnie: Ricky Peralta)         | –                            | –                            | –                            | –                            | –                            | ―        |
| 2018                                                      | „Dale Mamita” (oraz Humbertiko i Kurepa Corazón)     | 59                           | –                            | –                            | –                            | –                            | ―        |
| 2018                                                      | „Me and You” (oraz Cheli Faella)                     | –                            | –                            | –                            | –                            | –                            | ―        |
| 2019                                                      | „Taken Over” (gościnnie: Dizzy Keeper)               | –                            | –                            | –                            | 1                            | –                            | ―        |
| 2019                                                      | „Tu Baile” (oraz Ralph Edison)                       | –                            | –                            | –                            | –                            | –                            | ―        |
| 2019                                                      | „Cuentale” (oraz Valen, Lucas Llani i Dontplay4ever) | –                            | –                            | –                            | –                            | –                            | ―        |
| 2019                                                      | „Always” (gościnnie: Glive)                          | –                            | –                            | –                            | –                            | –                            | ―        |
| 2020                                                      | „Get You the Moon”                                   | –                            | 1                            | –                            | –                            | –                            | ―        |
| 2020                                                      | „Alive” (gościnnie: Abrina)                          | –                            | –                            | –                            | –                            | –                            | ―        |
| 2020                                                      | „On Your Mind” (gościnnie: Dizzy Keeper)             | –                            | –                            | –                            | –                            | –                            | Far Away |
| 2020                                                      | „How Does It Feel” (gościnnie: Valen)                | –                            | –                            | –                            | –                            | –                            | ―        |
| 2021                                                      | „Run Away”                                           | –                            | –                            | –                            | –                            | –                            | ―        |
| „–” oznacza, że singiel nie był notowany na danej liście. |                                                      |                              |                              |                              |                              |                              |          |

Jako artysta gościnny
| Rok  | Tytuł                                      | Album |
| ---- | ------------------------------------------ | ----- |
| 2015 | „Move It” (Sin Corte, gościnnie: Audioiko) | ―     |

### Remiksy
| Rok                                                     | Tytuł                                            | Najwyższe pozycje na listach | Najwyższe pozycje na listach | Najwyższe pozycje na listach | Najwyższe pozycje na listach | Najwyższe pozycje na listach | Album |
| Rok                                                     | Tytuł                                            | BLR                          | MDA                          | RO (Airplay)                 | RO (Radio)                   | UKR (Radio)                  | Album |
| ------------------------------------------------------- | ------------------------------------------------ | ---------------------------- | ---------------------------- | ---------------------------- | ---------------------------- | ---------------------------- | ----- |
| 2018                                                    | „Cuando Me Miras Así (Audioiko Remix)” (Chapa C) | –                            | –                            | –                            | –                            | –                            | ―     |
| 2020                                                    | „Disfruto (Audioiko Remix)” (Carla Morrison)     | 16                           | 7                            | 20                           | 7                            | 53                           | ―     |
| „–” oznacza, że remix nie był notowany na danej liście. |                                                  |                              |                              |                              |                              |                              |       |

### Inne notowane utwory
| Rok  | Tytuł                                 | Najwyższe pozycje na listach | Album          |
| Rok  | Tytuł                                 | JAP (iTunes)                 | Album          |
| ---- | ------------------------------------- | ---------------------------- | -------------- |
| 2018 | „Adiós” (oraz Humbertiko i Thonny 3f) | 100                          | La Universidad |

### Utwory dla innych artystów
| Rok  | Wykonawca    | Album | Utwór        | Uwagi                    | Źr.    |
| ---- | ------------ | ----- | ------------ | ------------------------ | ------ |
| 2018 | Valen        | –     | „Esa Nena”   | muzyka                   | [ 54 ] |
| 2019 | Ralph Edison | –     | „Babylon”    | produkcja muzyczna, miks | [ 55 ] |
| 2020 | Nicolá       | –     | „De Primera” | produkcja muzyczna       | [ 56 ] |
| 2020 | Valen, Kaese | –     | „Conflicto”  | produkcja muzyczna       | [ 57 ] |

## Nagrody i nominacje
| Rok  | Konkurs                | Kategoria | Tytułem     | Rezultat  |
| ---- | ---------------------- | --------- | ----------- | --------- |
| 2016 | Miller Soundclash 2016 | N/A       | całokształt | Finalista |